# Паул Еренфест
Паул Еренфест (на немски: Paul Ehrenfest) е физик теоретик, известен с приносите си в статистическата и квантовата механики.

## Биография
Роден е на 18 януари 1880 година във Виена в семейство от еврейски произход. Специализира химия в Технологичния институт на Виена, но слуша и курсовете по статистическа физика на Лудвиг Болцман във Виенския университет. През 1901 г. се прехвърля в Гьотинген, а впоследствие в Санкт-Петербург. През 1912 г. е препоръчан от Айнщайн да заеме неговата позиция в Прага, но не е одобрен, тъй като се е обявил за атеист. Впоследствие е назначен в Лайденския университет по препоръка на Лоренц. Основните му приноси са в теорията на фазовите преходи и теоремата на Еренфест. 
На 25 септември 1933 г. след като отнема живота на най-малкия си син, страдащ от синдром на Даун, Еренфест се самоубива също като своя учител Болцман.